# História de Aruba
Os primeios habitantes de Aruba foram os índios Caquetio da tribo Arawak, que miragram da Venezuela para escapar do ataque dos caraíbas. Vestígios desse povo datam do ano 1000. Devido à distante localização de Aruba, comparada às demais ilhas caribenhas e as fortes correntes marítimas que dificultavam a navegação, a ilha se tornou mais ligada à América do Sul do que ao Caribe.
O explorador espanhol Alonso de Ojeda foi o primeiro europeu a pisar em Aruba, em 1499. Apesar de ter sido fundada uma colônia na ilha, não houve o desenvolvimento de uma sociedade agrícola. Ao invés disso, os espanhóis enviaram muitos Caquetios para Hispaniola, onde trabalharam nas minas.
Em 1636, Aruba foi adquirida pelos Países Baixos e permaneceu sob seu controle por quase dois séculos. Durante as Guerras Napoleônicas, o Império Britânico assumiu, entre 1799 e 1802, e entre 1804 e 1816, o controle da ilha, devolvendo depois o controle de volta aos holandeses. 
Depois da corrida do ouro, no século XIX, a ilha entrou em um período de prosperidade, seguido pela criação de uma refinaria de petróleo na década de 1920. Após o final da Segunda Guerra Mundial, o turismo tomou grande impulso na ilha, tornando-se a principal fonte de capital de Aruba. Por causa do turismo, existe um grande número de resorts na ilha, o que providencia uma taxa de desemprego muito baixa em Aruba, o que lhe rende o apelido de "Las Vegas do Caribe".
Em 1986, Aruba se separou das Antilhas Neerlandesas e se tornou um membro autônomo do Reino dos Países Baixos.